# Манастир Жијана
Манастир Жијана (рум. Mănăstirea Jiana) је манастир Румунске православне цркве који се налази код села Жијана у жупанији Мехединци на југозападу Румуније. Основан је као мушки манастир на имању коју је поклонила породица Пленичеану.
Манастир се налази близу Жијане, поред пута који води ка Ванжуу Маре. Манастирско имање се простире на површини од 5 хектара и на њему се налази и бојарски конак који је заједно с имањем наследила породица Пленичеану и поклонила Епархији северинској и стрехајској за потребе манастира. Разлог за оснивање новог манастира је формирање центра духовности и мисионарског места у равничарским деловима епархије с обзиром да у овим пределима није било манастира.
На заседању Синода Олтенијске митрополије одржаног 28. маја 2008. године, одлучено је да се оснује манастир који је тад добио и своју прву славу, Светог мученика Јулија Ветерана. Камен темељац за изградњу манастира постављен је 27. маја 2009. године, а изградња цркве-параклиса је почела 2012. године и трајала је 9 месеци. Освећена је 27. маја 2013. године, када је манастир добио и своју другу славу, Светог Симеона Столпника. Игуман манастира је отац протосинђел Аугустин (Драгомир).